# فيثيا بانسرنجارم
فيثيا بانسرنجارم (بالتايلندية: วิทยา ปานศรีงาม)‏ هو ممثل تايلندي، ولد في 1959 ببانكوك في تايلاند.

## أعمال

### أفلام
- (2013) الرب فقط من يغفر[4]

## وصلات خارجية
- فيثيا بانسرنجارم على موقع IMDb (الإنجليزية)
- فيثيا بانسرنجارم على موقع ألو سيني (الفرنسية)
- فيثيا بانسرنجارم على موقع أول موفي (الإنجليزية)
- فيثيا بانسرنجارم على موقع قاعدة بيانات الأفلام السويدية (السويدية)
- فيثيا بانسرنجارم على موقع ديسكوغز (الإنجليزية)
- فيثيا بانسرنجارم على موقع قاعدة بيانات الفيلم (الإنجليزية)